# Rupert Julian
Rupert Julian, all'anagrafe Thomas Percival Hayes, (Whangaroa, 25 gennaio 1879 – Hollywood, 27 dicembre 1943), è stato un regista, attore, sceneggiatore e produttore neozelandese emigrato nel 1911 negli Stati Uniti, dove lavorò come attore e regista nel cinema muto. La sua carriera si interruppe con l'avvento del sonoro.

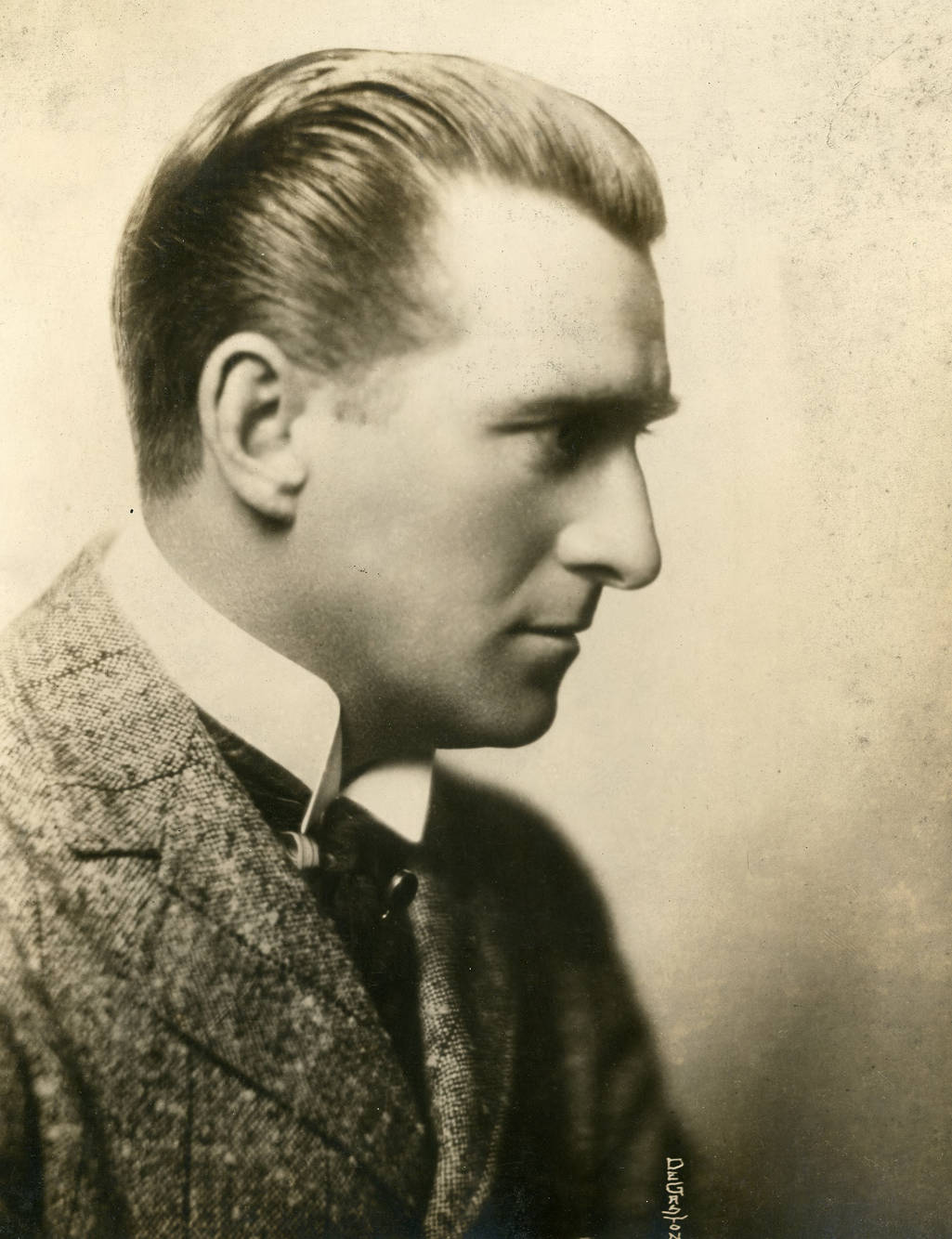
Rupert Julian

Era sposato con l'attrice e regista neozelandese Elsie Jane Wilson (1890-1965).

## Biografia

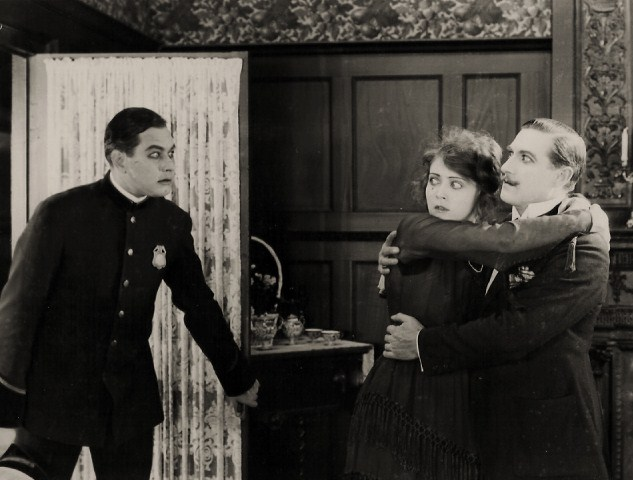
sconosciuto, Jane Novak, e Rupert Julian in The Fire Flingers (1919)

Rupert Julian fu il primo attore, regista, sceneggiatore e produttore cinematografico della Nuova Zelanda. 

Nato Thomas Percival Hayes a Whangaroa, era figlio di John Daly Hayes e di Eliza Harriet Hayes. 
Incominciò a muovere i primi passi sul palcoscenico e al cinema in Nuova Zelanda e in Australia, prima di emigrare, nel 1911, negli Stati Uniti. Lì, fu preso come attore dall'Universal. 
Nel 1915, iniziò la sua carriera di regista: tra gli attori che dirigeva, c'era anche sua moglie, Elsie Jane Wilson, con la quale era partito dalla Nuova Zelanda, ma il lavoro di Julian era essenzialmente di routine, finché non gli venne assegnata nel 1923 la regia di Donne viennesi (Merry-Go-Round), dove prese il posto di Eric von Stroheim. 
Nel 1924, diresse Lon Chaney nel primo montaggio de Il fantasma dell'opera, film che fu largamente rimaneggiato per volere dei produttori. 
All'avvento del sonoro, la sua carriera declinò rapidamente e dopo due film sonori diretti nel 1930, si ritirò. 
Rupert Julian morì a Hollywood il 27 dicembre 1943, all'età di 64 anni e fu sepolto al Forest Lawn Memorial Park Cemetery di Glendale, in California.

## Filmografia

### Regista
- The Midnight Visitor - cortometraggio (1914)
- The Hole in the Garden Wall - cortometraggio (1914)
- Out of the Depths - cortometraggio (1914)
- Where the Trail Led - cortometraggio (1915)
- A White Feather Volunteer - cortometraggio (1915)
- Gilded Youth - cortometraggio (1915)
- The Water Clue - cortometraggio (1915)
- One Hundred Years Ago - cortometraggio (1915)
- The Evil of Suspicion - cortometraggio (1915)
- The Underworld - cortometraggio (1916)
- The Red Lie - cortometraggio (1916)
- Arthur's Last Fling - cortometraggio (1916)
- As Fate Decides - cortometraggio (1916)
- John Pellet's Dream - cortometraggio (1916)
- The Blackmailer - cortometraggio (1916)
- The Desperado - cortometraggio (1916)
- The Eyes of Fear - cortometraggio (1916)
- The Marriage of Arthur - cortometraggio (1916)
- Naked Hearts (1916)
- The Fur Trimmed Coat - cortometraggio (1916)
- The False Gems - cortometraggio (1916)
- Romance at Random - cortometraggio (1916)
- The Human Cactus - cortometraggio (1916)
- Little Boy Blue - cortometraggio (1916)
- Bettina Loved a Soldier (1916)
- The Evil Women Do (1916)
- The Turn of the Wheel - cortometraggio (1916)
- Il trombettiere d'Algeri (The Bugler of Algiers) (1916)
- The Right to Be Happy (1916)
- The Gift Girl (1917)
- The Circus of Life, co-regia di Elsie Jane Wilson (1917)
- A Kentucky Cinderella (1917)
- Mother o' Mine (1917)
- The Mysterious Mr. Tiller (1917)
- The Desire of the Moth (1917)
- The Door Between (1917)
- Cuor di selvaggio (The Savage) (1917)
- Hands Down (1918)
- The Kaiser, the Beast of Berlin (1918)
- Hungry Eyes (1918)
- Follia di mezzanotte (Midnight Madness) (1918)
- Fires of Youth (1918)
- Il predone di Megdelane  (The Millionaire Pirate) (1919)
- Sulle ceneri del passato (Creaking Stairs) (1919)
- The Fire Flingers (1919)
- Il leone dormente (The Sleeping Lion) (1919)
- The Honey Bee (1920)
- The Girl Who Ran Wild (1922)
- Donne viennesi  (Merry-Go-Round), sostituisce Eric von Stroheim (1923)
- Love and Glory (1924)
- Il fantasma dell'opera (The Phantom of the Opera) (1925)
- Hell's Highroad (1925)
- Controspionaggio (Three Faces East) (1926)
- Io l'ho ucciso (Silence) (1926)
- Il veliero trionfante (The Yankee Clipper) (1927)
- Il medico di campagna (The Country Doctor) (1927)
- La donna leopardo (The Leopard Lady) (1928)
- Walking Back, co-regia (non accreditato) di Cecil B. DeMille (1928)
- Ecco l'amore! (Love Comes Along) (1930)
- The Cat Creeps, co-regia di John Willard (1930)

### Sceneggiatore
- The Hole in the Garden Wall, regia di Rupert Julian  - soggetto (1914)
- A White Feather Volunteer, regia di Rupert Julian - sceneggiatura (1915)
- Gilded Youth, regia di Rupert Julian - sceneggiatura (1915)
- The Evil of Suspicion, regia di Rupert Julian - sceneggiatura (1915)
- The Underworld, regia di Rupert Julian - soggetto, sceneggiatura (1916)
- The Red Lie, regia di Rupert Julian - sceneggiatura (1916)
- Arthur's Last Fling, regia di Rupert Julian - sceneggiatura (1916)
- John Pellet's Dream, regia di Rupert Julian - sceneggiatura (1916)
- The Marriage of Arthur, regia di Rupert Julian - soggetto (1916)
- Naked Hearts, regia di Rupert Julian - soggetto (1916)
- Little Boy Blue, regia di Rupert Julian - sceneggiatura (1916)
- Mother o' Mine, regia di Rupert Julian - soggetto (1917)
- My Little Boy, regia di Elsie Jane Wilson - soggetto (1917)
- The Kaiser, the Beast of Berlin, regia di Rupert Julian - sceneggiatura (1918)
- Fires of Youth, regia di Rupert Julian - soggetto (1918)
- Creaking Stairs, regia di Rupert Julian - sceneggiatura (1919)
- The Honey Bee, regia di Rupert Julian - sceneggiatura (1920)
- The Girl Who Ran Wild, regia di Rupert Julian - sceneggiatura (1922)
- The Midnight Guest, regia di George Archainbaud - soggetto e sceneggiatura (1923)
- Love and Glory, regia di Rupert Julian - sceneggiatore (1924)

### Produttore
- Gilded Youth, regia di Rupert Julian  - cortometraggio (1915)
- The Kaiser, the Beast of Berlin, regia di Rupert Julian (1918)

### Attore
- His Sister, regia di Lois Weber - cortometraggio (1913)
- Troubled Waters, regia di Lois Weber - cortometraggio (1913)
- The Peacemaker, regia di Lois Weber - cortometraggio (1913)
- Through Strife, regia di Phillips Smalley, Lois Weber - cortometraggio (1913)
- The Heart of a Jewess, regia di Sidney M. Goldin - cortometraggio (1913)
- Genesis: 4-9, regia di Phillips Smalley - cortometraggio (1913)
- His Brand, regia di Lois Weber - cortometraggio (1913)
- Shadows of Life, regia di Phillips Smalley e Lois Weber - cortometraggio (1913)
- Memories, regia di Phillips Smalley e Lois Weber - cortometraggio (1913)
- The Clue, regia di Lois Weber - cortometraggio (1913)
- Two Thieves and a Cross, regia di Lois Weber - cortometraggio (1913)
- The Haunted Bride, regia di Phillips Smalley, Lois Weber - cortometraggio (1913)
- The Blood Brotherhood, regia di Phillips Smalley, Lois Weber - cortometraggio (1913)
- The Mask, regia di Phillips Smalley, Lois Weber - cortometraggio (1913)
- The Wife's Deceit, regia di Lois Weber - cortometraggio (1913)
- The Female of the Species, regia di Phillips Smalley e Lois Weber - cortometraggio (1914)
- A Fool and His Money, regia di Phillips Smalley e Lois Weber - cortometraggio (1914)
- The Imp Abroad, regia di Harry Revier - cortometraggio (1914)
- The Leper's Coat, regia di Phillips Smalley e Lois Weber - cortometraggio (1914)
- The Coward Hater, regia di Phillips Smalley e Lois Weber - cortometraggio (1914)
- An Old Locket, regia di Phillips Smalley e Lois Weber - cortometraggio (1914)
- Woman's Burden, regia di Lois Weber - cortometraggio (1914)
- The Merchant of Venice, regia di Phillips Smalley e Lois Weber (1914)
- The Weaker Sister, regia di Lois Weber - cortometraggio (1914)
- A Modern Fairy Tale, regia di Lois Weber - cortometraggio (1914)
- The Spider and Her Web, regia di Phillips Smalley e Lois Weber - cortometraggio (1914)
- In the Days of His Youth, regia di Lois Weber - cortometraggio (1914)
- An Episode, regia di Phillips Smalley e Lois Weber - cortometraggio (1914)
- The Career of Waterloo Peterson, regia di Phillips Smalley e Lois Weber - cortometraggio (1914)
- The Triumph of Mind, regia di Lois Weber - cortometraggio (1914)
- Avenged, regia di Lois Weber - cortometraggio (1914)
- Closed Gates, regia di Phillips Smalley e Lois Weber - cortometraggio (1914)
- The Pursuit of Hate, regia di Lois Weber - cortometraggio (1914)
- Behind the Veil, regia di Phillips Smalley e Lois Weber - cortometraggio (1914)
- The Midnight Visitor, regia di Rupert Julian - cortometraggio (1914)
- The Hole in the Garden Wall, regia di Rupert Julian - cortometraggio (1914)
- Out of the Depths, regia di Rupert Julian - cortometraggio (1914)
- Daisies, regia di Phillips Smalley e Lois Weber - cortometraggio (1914)
- A Law Unto Herself, regia di Joseph De Grasse - cortometraggio (1914)
- The Master Key, regia di Robert Z. Leonard - serial (1914)
- A Small Town Girl, regia di Allan Dwan - cortometraggio (1915)
- A Tale of the Hills, regia di Donald MacDonald - cortometraggio
- Fate's Vengeance, regia di Donald MacDonald - cortometraggio (1915)
- The Bond of Friendship, regia di Donald MacDonald - cortometraggio (1915)
- The Hawk and the Hermit, regia di Donald MacDonald - cortometraggio (1915)
- A Voice from the Sea, regia di Donald MacDonald - cortometraggio (1915)
- The Lone Star Rush, regia di Edmund Mitchell (1915)
- The Heritage of a Century - cortometraggio (1915)
- The Pretty Sister of Jose, regia di Allan Dwan (1915)
- Where the Trail Led, regia di Rupert Julian - cortometraggio (1915)
- Scandal, regia di Phillips Smalley e Lois Weber (1915)
- A Cigarette - That's All, regia di Phillips Smalley, Lois Weber - cortometraggio (1915)
- Jewel, regia di Phillips Smalley e Lois Weber (1915)
- The Wolf's Den - cortometraggio (1915)
- A White Feather Volunteer, regia di Rupert Julian - cortometraggio (1915)
- Gilded Youth, regia di Rupert Julian - cortometraggio (1915)
- The Water Clue, regia di Rupert Julian - cortometraggio (1915)
- One Hundred Years Ago, regia di Rupert Julian - cortometraggio (1915)
- The Evil of Suspicion, regia di Rupert Julian - cortometraggio (1915)
- The Underworld, regia di Rupert Julian (1916)
- The Red Lie, regia di Rupert Julian - cortometraggio (1916)
- The Dumb Girl of Portici, regia di Phillips Smalley e Lois Weber (1916)
- Arthur's Last Fling, regia di Rupert Julian - cortometraggio (1916)
- As Fate Decides - cortometraggio (1916)
- John Pellet's Dream, regia di Rupert Julian - cortometraggio (1916)
- The Blackmailer, regia di Rupert Julian - cortometraggio (1916)
- The Desperado, regia di Rupert Julian - cortometraggio (1916)
- The Eyes of Fear, regia di Rupert Julian - cortometraggio (1916)
- The Marriage of Arthur, regia di Rupert Julian - cortometraggio (1916)
- Naked Hearts, regia di Rupert Julian (1916)
- The Fur Trimmed Coat, regia di Rupert Julian - cortometraggio (1916)
- False Gems, regia di Rupert Julian - cortometraggio (1916)
- Romance at Random, regia di Rupert Julian - cortometraggio (1916)
- The Human Cactus, regia di Rupert Julian - cortometraggio (1916)
- Little Boy Blue, regia di Rupert Julian - cortometraggio (1916)
- Bettina Loved a Soldier, regia di Rupert Julian (1916)
- The Evil Women Do, regia di Rupert Julian (1916)
- The Bugler of Algiers, regia di Rupert Julian (1916)
- The Celebrated Stielow Case, regia di Phillips Smalley, Lois Weber (1916)
- The Right to Be Happy, regia di Rupert Julian (1916)
- The Gilded Life, regia di Phillips Smalley, Lois Weber - cortometraggio (1916)
- Alone in the World, regia di Phillips Smalley, Lois Wilson - cortometraggio (1917)
- The Boyhood He Forgot, regia di Phillips Smalley, Lois Weber - cortometraggio (1917)
- The Gift Girl, regia di Rupert Julian (1917)
- A Kentucky Cinderella, regia di Rupert Julian (1917)
- Mother o' Mine, regia di Rupert Julian (1917)
- The Mysterious Mr. Tiller, regia di Rupert Julian (1917)
- The Desire of the Moth, regia di Rupert Julian (1917)
- Hands Down, regia di Rupert Julian (1918)
- The Kaiser, the Beast of Berlin, regia di Rupert Julian  (1918)
- Hungry Eyes, regia di Rupert Julian (1918)
- The Fire Flingers, regia di Rupert Julian (1919)
- Ben-Hur: A Tale of the Christ, regia di Fred Niblo (1925)
- Three Faces East, regia di Rupert Julian (1926)
- Walking Back, regia di Rupert Julian e (non accreditato) Cecil B. DeMille (1928)